# メルローズ (スコティッシュ・ボーダーズ)
メルローズ（スコットランド・ゲール語: Maolros）は、スコティッシュ・ボーダーズの行政教区。かつてはロクスバラシャーに属していた。スコットランド・ゲール語で「樹木のない湿原地」を意味する。エイルドン地区委員会に属する。

## 語源
この町の名は、初期の記録では Mailros（古ウェールズ語あるいはブリソン語で「むき出しの半島」の意）とある。これは9世紀に破壊された修道院に残っていたベーダの文書によるものであり、ツイード川の屈曲部について述べた箇所で登場している。また Melrose という名称は、アングロサクソン年代記にて Mailros という名称とともに記録されている。
中世末期、修道院が現在の位置に再建された際には、視覚的な語呂合わせとして mell（石工の槌）と rose（聖母マリアのシンボルであるバラ）を組み合わせた意匠が、シトー会から献呈された。

## 歴史
メルローズにはメルローズ修道院があり、12世紀初めにデイヴィッド1世がシトー会に命じて再建させたものである。この修道院はイギリスで最も美しい修道院遺跡の一つであり、スコットランド王ロバート1世の心臓が埋葬されていることで知られている。
発掘作業では封印された棺の発見まで至ったが、開棺までは行われなかった。この棺は実際には、発掘作業に関わった高校生らによって発見された。この棺は鉛筒に密封した上で、修道院裏の相応しい墓地に再埋葬された。
修道院の遺跡はスコットランド歴史局によって保護されている（年中無休、入場料あり）。
近隣にはローマ帝国の要塞トリモンティウムやドライバラ寺院がある。
メルローズの周囲にはダーニック、ガットンサイド、ニューステッド、リリーズリーフ、ボウデンといった小村がある。

## スポーツ
メルローズは7人制ラグビー誕生の地として知られており、ラグビーワールドカップセブンズの優勝カップは「メルローズカップ」と呼ばれる。メルローズの地域ではラグビーユニオン競技が最も普及しているスポーツであり、ラグビーユニオンのチームであるメルローズRFCが本拠地としている。メルローズRFCは1883年に初の7人制ラグビー大会「メルローズセブンズ」を開催し、現在まで毎年大会を開催している。
その他、メルローズ・ゴルフクラブがあり、9ホールのゴルフコースを有している。町の端部であるエイルドン丘陵の裾野に位置している。またメルローズ・クリケットクラブが、ボーダーズ総合病院の隣に位置している。

## 行事
毎年6月に、メルローズ祭りが1週間にわたって開催される。この祭りでは、町で最も長く暮らした男性を「メルロジアン」として任命し、また「女王」と「侍従」を地元のメルローズ小学校の児童から選任する。
メルローズは、毎年6月に開催される「ボーダーズ・ブック・フェスティバル」の開催地であり、2005年のフェスティバルでは俳優マイケル・ペイリンと作家ジャーメイン・グリアをゲストに迎えた。2006年には作家イアン・ランキンと芸人ロリー・ブレムナーが登場した。

## その他のイベント
メルローズでは毎年、エイルドン・スリー・ヒル・レースというクロスカントリーの大会を開催し、多数の選手を集めている。またメルローズ・パイプバンド選手権を開催し、世界中の管楽器奏者が参加している。

## 著名な人物

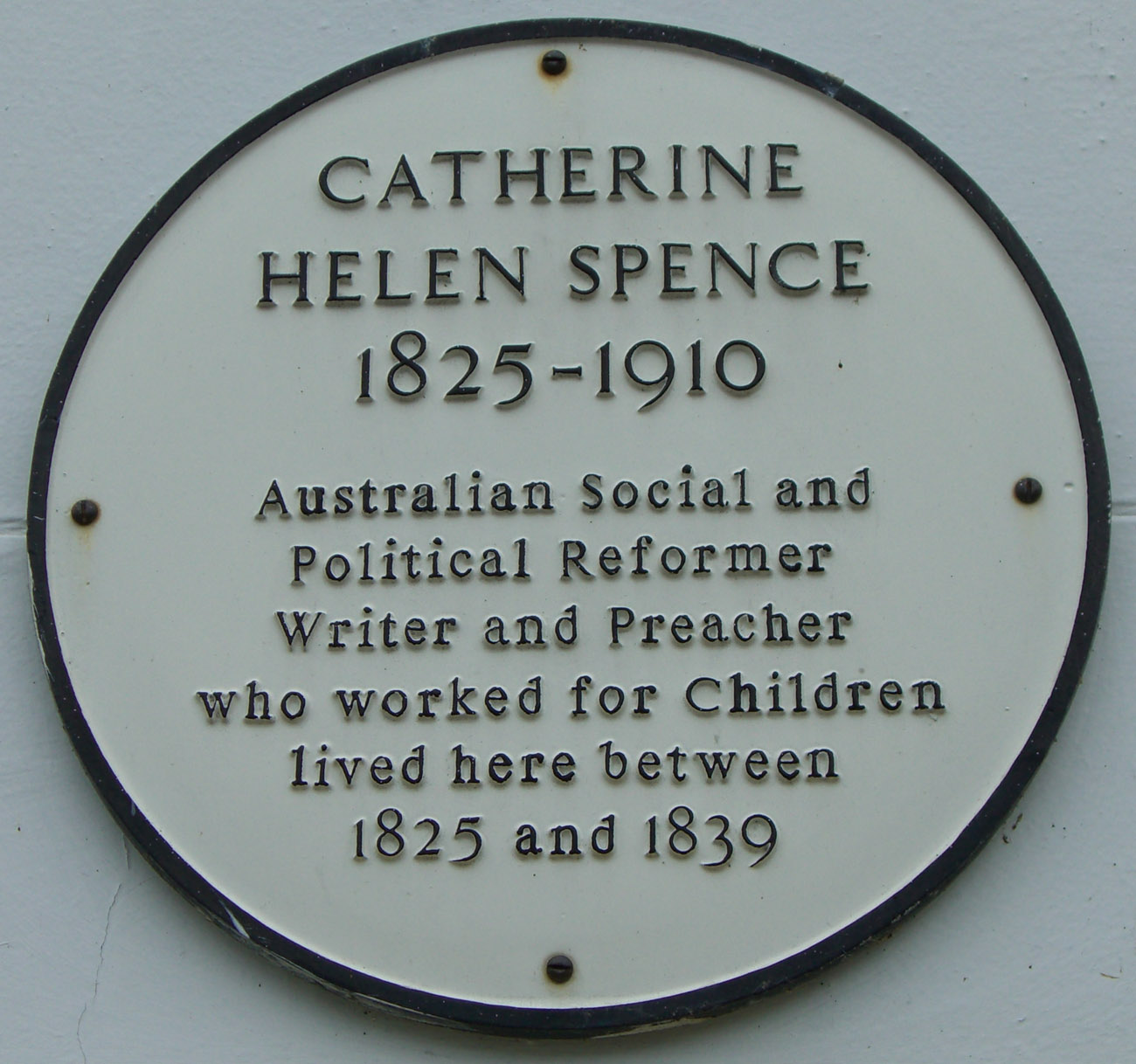
メルローズのタウンハウス・ホテルにある壁飾り。オーストラリア人の作家キャサリン・ヘレン・スペンスは、生まれてからの14年間を、現在はホテルとして使用されているこの建物の一室で暮らした。

- アーサー王 - 街を見下ろすエイルドン丘陵（英語版）に埋葬されている。
- ジェイムズ・ブレア（英語版） - ヴィクトリア十字章受章者。
- クレイグ・チャーマーズ（英語版） - ラグビーユニオン選手。代表60キャップを有する。
- ジョン・ロバートソン・ヘンダーソン（英語版） - 動物学者。エディンバラ王立協会（英語版）フェロー。
- ウィリアム・アレキサンダー・カー（英語版） - ヴィクトリア十字章受章者。
- キース・ロバートソン（英語版） - ラグビーユニオン選手。
- ウォルター・スコット - 彼の邸宅であるアボッツフォード邸（英語版）は、町の西方数マイルの地点にある。
- キャサリン・ヘレン・スペンス（英語版） (1825–191000) - オーストラリア人の作家、教師、ジャーナリスト、政治家、サフラジェット。メルローズで生まれ、14歳の時にオーストラリアに渡った。
- ジェイムズ・テルファー（英語版） - ラグビーユニオン競技の選手、指導者。
- マーク・ロバートソン - キース・ロバートソンの息子。リオデジャネイロオリンピックにおける7人制ラグビー競技の銀メダリスト。

## ギャラリー

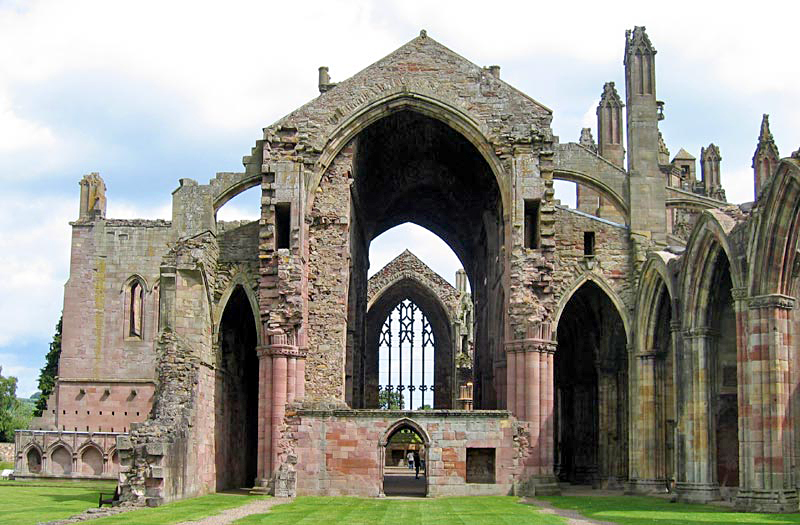
メルローズ修道院
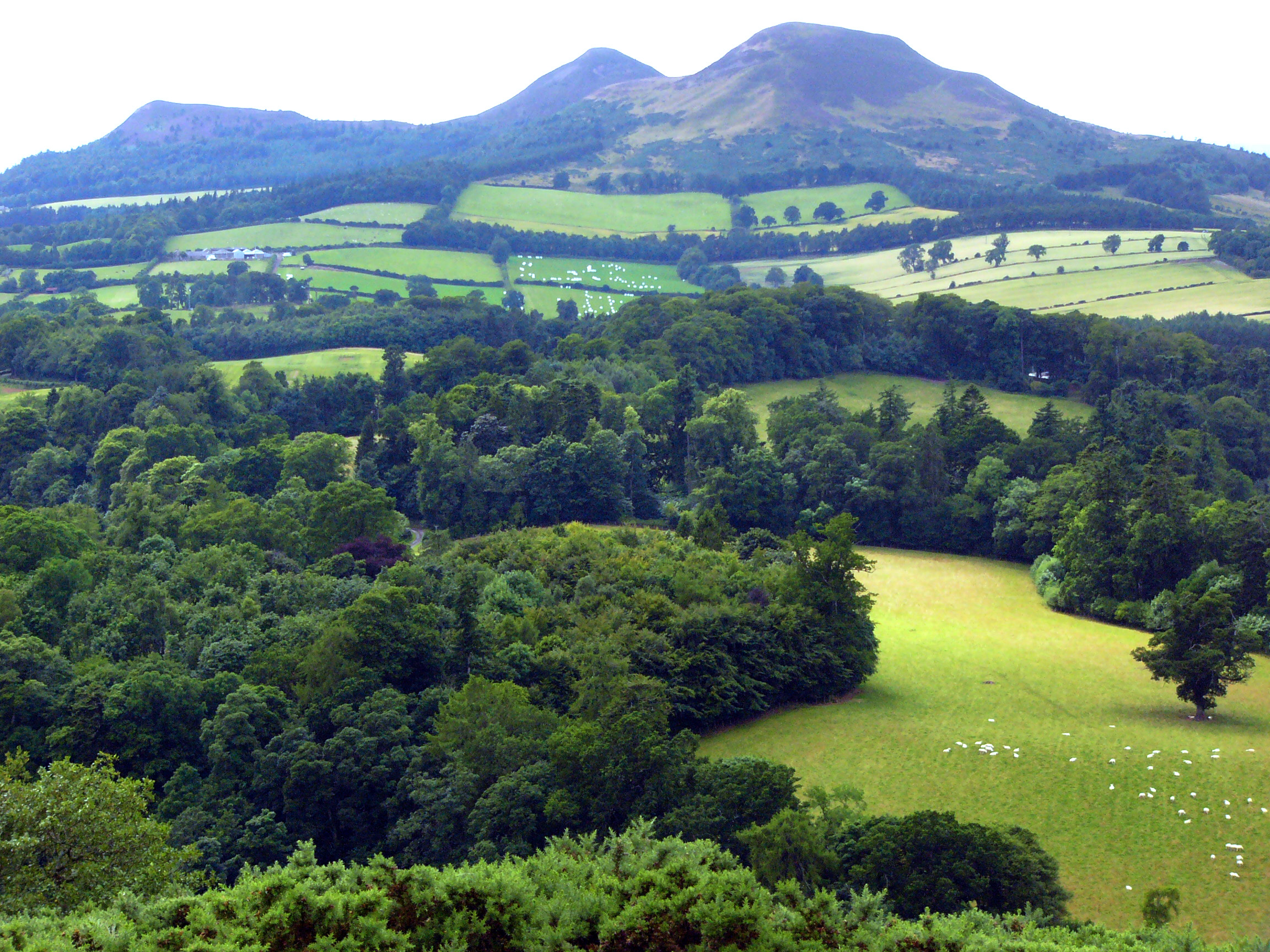
エイルドン・ヒルズ
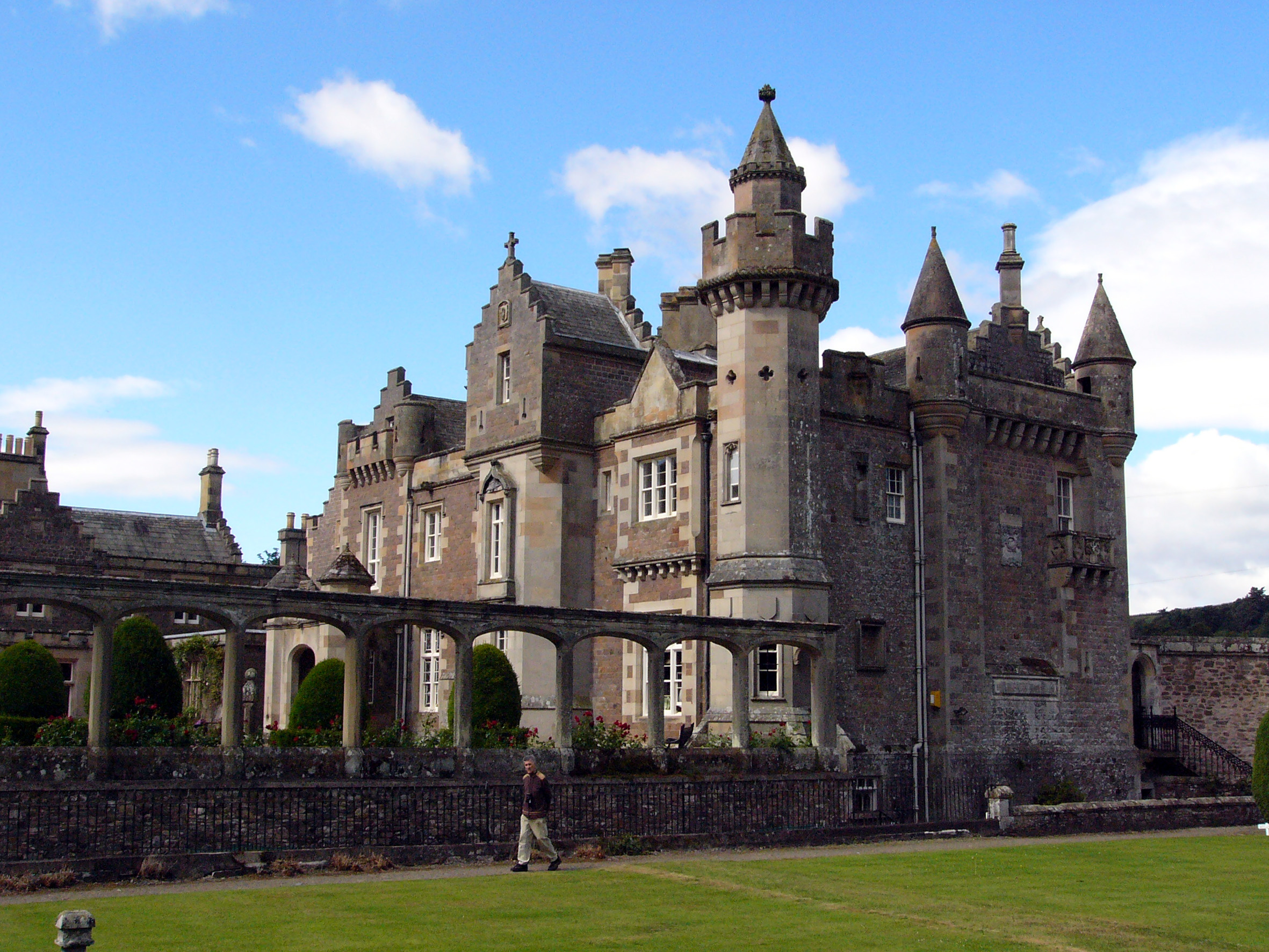
アボッツフォード邸（英語版）
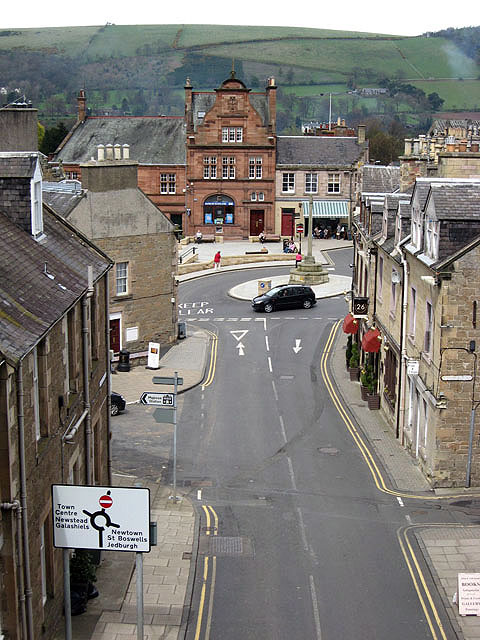
マーケット・スクエア